# Oreopanax argentatus
Oreopanax argentatus é uma espécie de árvore da família Oreopanax

## Distribuição
É nativa da América do Sul, Colômbia, Equador e Peru

## Sinônimos
- Aralia argentata Kunth
- Hedera argentata (Kunth) DC.